# Ole Tobiasen
Ole Tobiasen (Amager, 8 luglio 1975) è un allenatore di calcio ed ex calciatore danese di ruolo difensore, vice-allenatore dell'Heerenveen.

## Palmarès

### Giocatore

#### Club

##### Competizioni nazionali
- Campionato danese: 3

Copenaghen: 1992-1993, 2002-2003, 2003-2004
- Coppa di Danimarca: 2

Copenaghen: 1994-1995, 2003-2004
- Supercoppa di Danimarca: 2

Copenaghen: 1995, 2004
- Campionato olandese: 1

Ajax: 1997-1998
- Coppa dei Paesi Bassi: 2

Ajax: 1997-1998, 1998-1999